# Chandra Crawford
Chandra Crawford (Canmore, 19 novembre 1983) è un'ex fondista canadese, campionessa olimpica nella sprint a Torino 2006.

## Biografia
Chandra Crawford, sorella della biatleta Rosanna, in Coppa del Mondo esordì il 16 gennaio 2005 a Nové Město na Moravě (35ª), ottenne il primo podio il 4 febbraio 2006 a Davos (3ª) e la prima vittoria il 26 gennaio 2008 a Canmore.
In carriera prese parte a tre edizioni dei Giochi olimpici invernali, Torino 2006 (1ª nella sprint, 60ª nell'inseguimento), Vancouver 2010 (26ª nella sprint, 15ª nella staffetta) e Soči 2014 (44ª nella sprint), e a tre dei Campionati mondiali (14ª nella staffetta a Oslo 2011 il miglior risultato). Si ritirò al termine della stagione 2014.

## Palmarès

### Olimpiadi
- 1 medaglia:
  - 1 oro (sprint a Torino 2006)

### Coppa del Mondo
- Miglior piazzamento in classifica generale: 23ª nel 2008
- 6 podi (4 individuali, 2 a squadre):
  - 2 vittorie (individuali)
  - 1 secondo posto (individuale)
  - 3 terzi posti (1 individuale, 2 a squadre)

#### Coppa del Mondo - vittorie
| Data            | Località | Nazione   | Spec. |
| --------------- | -------- | --------- | ----- |
| 26 gennaio 2008 | Canmore  | Canada    | SP TL |
| 1º marzo 2008   | Lahti    | Finlandia | SP TL |

Legenda:

TL = tecnica libera

SP = sprint

#### Coppa del Mondo - competizioni intermedie
- 1 podio di tappa:
  - 1 terzo posto